# Ibn al-Jazari
Muhammad Ibn Muhammad Ibn Muhammad Ibn `Alî Ibn Yûsuf al-Jazarî , communément appelé l'imam Ibn al-Jazarî, naquit à Damas en 1350 (751 de l’Hégire) et mourut en 1429 (833 de l’Hégire) à Chiraz. 
En plus d'être jurisconsute shafi'ite, hâfiz (mémorisateur du Coran) et muhaddith (savant spécialiste du hadith) reconnu, il est le plus célèbre spécialiste des qirâ'ât du Coran (de l'arabe : قراءات القرآن). Dans les milieux savants et académiques, il est connu sous le nom d’Ibn Al-Jazarî en rapport avec la ville de Jazīrat Ibn ʿUmar (arabe : جزيرة ابن عمر), localité près de Mossoul dont son père serait originaire.

## Biographie
Ibn al-Jazari est né en 1350 (751 de l’Hégire) à Damas sous le règne des Mamlouks. Dans sa ville natale, Damas, Ibn al-Jazari a reçu une éducation traditionnelle dans les domaines du Hadîth et des qirâ'ât du Coran (lectures du Coran), est devenu à treize ans un Hâfiz. Il a accompli le Hajj en 1373 avec son père. Puis a poursuivi ses études du Coran, du Hadith et du Fiqh au Caire, Alexanderie et Damas. À partir de 1373, il a été donné une autorisation (Ijaza) comme Mufti par Ibn Kathīr, et en 1391 il a été nommé Qadi shafi'ite par le sultan Az-Zâhir Sayf ad-Dîn Barquq. Pendant ce temps, Ibn al-Jazari avait commencé à donner des leçons des qirâ'ât. Après que ses biens aient été confisqués sur ordre du sultan Barquq dans des circonstances incompréhensibles, Ibn al-Jazari s'exila à Bursa où il continua à y vivre. Après la victoire de Tamerlan dans la bataille d'Ankara, ce dernier l'envoya à Samarcande pour dispenser son savoir. Après la mort de Tamerlan, Ibn al-Jazari a pu quitter la Transoxiane  et voyager à nouveau dans le Khorasan. Il a été nommé Qadi à Chiraz. Après de nouveaux séjours à Basra, La Mecque et Médine, il retourne à Chiraz, où il mourut en 1429.

## Œuvres
Ibn al-Djazari était un auteur prolifique avec près de quatre-vingt-dix ouvrages dans diverses disciplines, notamment dans la science des lectionnaires (qirâ'ât du Coran), la langue arabe, la science du hadîth, l’histoire et le fiqh.

### Lectionnaires coraniques
- النشر في القراءات العشر / An-Nashr fil-Qirâ’ât Al-`Ashr : œuvre magistrale en deux volumes, ce livre constitue la référence absolue dans le domaine des qirâ'ât (lectures du Coran) depuis le XVe siècle.
- طيبة النشر في القراءات العشر / Tayyibat An-Nashr fil-Qirâ’ât Al-`Ashr : un abrégé composé en vers d’An-Nashr fil-Qirâ’ât Al-`Ashr.
- تقريب النشر في القراءات العشر / Taqrîb An-Nashr fil-Qirâ’ât Al-`Ashr : complément versifié d’An-Nashr en réponse à des questions posées à l’Imâm Ibn al-Jazri.
- نهاية الدرايات في أسماء رجال القراءات / Nihâyat Ad-Dirâyât fî Asmâ’ Rijâl Al-Qirâ’ât : vaste répertoire des noms propres (biographies) dédié aux maîtres-récitateurs du Coran. Ce livre est aussi connu sous le titre de طبقات القراء الكبير / Tabaqât Al-Qurrâ’  Al-Kabîr
- غاية النهاية في طبقات القراء / Ghâyat An-Nihâyah fî Tabaqât Al-Qurrâ’ : abrégé de Nihâyat Ad-Dirâyât. Ce livre comprend plus de 3 955 biographies.
- التمهيد في علم التجويد / At-Tamhîd fî `Ilm At-Tajwîd : introduction à la science du tajwîd.
- منجد المقرئين ومرشد الطالبين / Munjid Al-Muqri’în wa-murshid at-tâlibîn : ouvrage qui discute en détail la concordance des dix lectionnaires.
- تحبير التيسير في القراءات العشر / Tahbîr At-Taysîr fil-Qirâ’ât Al-`Ashr
- الدرَّة المضيَّة في القراءات الثلاث المتمِّمة للعشر المرضيَّة / Ad-Durrah Al-Mudiyyah
- إتحاف المهَرة في تتمَّة العشرة / Ithâf Al-Maharah fî Tatimmat Al-`Asharah
- إعانة المهرة في الزيادة على العشرة / I`ânat Al-Maharah fiz-Ziyâdah `Alâ Al-`Asharah
- جامع الأسانيد في القراءات / Ǧāmiʿ al-asānīd fī l-qirāʾāt
- تقريب النشر في القراءات العشر / Taqrīb an-našr fī l-qirāʾāt al-ʿašr

### Science du Hadîth
- Silâh Al-Mu’min
- Al-Hidâyah fî `Ilm Ar-Riwâyah
- Al-Qasd Al-Ahmad fî Rijâl Musnad Ahmad
- Al-Musnad Al-Ahmad fîmâ yata`allaq bi-Musnad Ahmad
- Al-Mas`ad Al-Ahmad fî Khatm Musnad Ahmad
- Al-Awlawiyyah fî Ahâdîth Al-Awwaliyah
- `Iqd Al-La’âlî fil-Ahâdîth Al-Musalsalah Al-`Awâlî
- At-Tawdîh fî Sharh Al-Masâbîh
- Muqaddimat `Ulûm Al-Hadîth

### Invocations et dhikr
- Al-Hisn Al-Hasîn
- Miftâh Al-Hisn Al-Hasîn

### Histoire et Sîrah
- Mulakhkhas Târîkh Al-Islâm
- Dhât Ash-Shifâ’ fî Sîrat An-Nabiyy wal-Khulfâ’
- Asnâ Al-Matâlib fî Manâqib `Alî Ibn Abî Tâlib
- At-Ta`rîf bil-Mawlid Ash-Sharîf
- `Urf At-Ta`rîf bil-Mawlid Ash-Sharîf
- Ar-Risâlah Al-Bayâniyyah fî Haqq Abaway An-Nabî

### Langue arabe
- Al-Jawharah fî AN-Nahw (livre de grammaire arabe littéraire)